# Nyereg

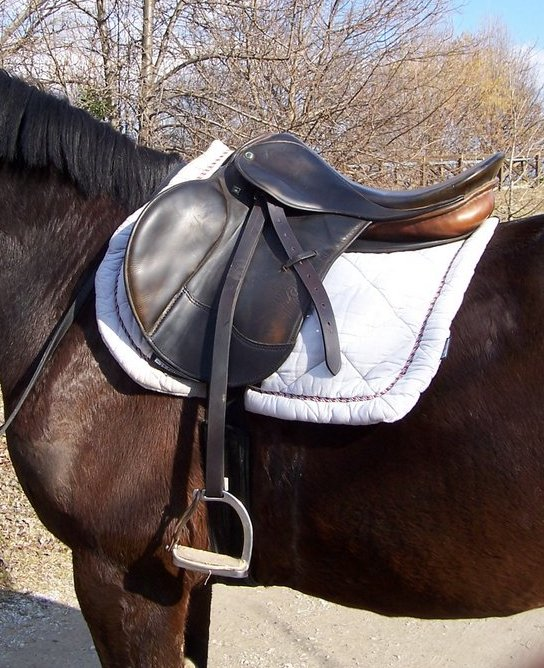
Angolnyereg

A nyereg lóra vagy más hátas állatra erősített készülék, amely az ülést biztosabbá és kényelmesebbé teszi. Készítésénél, alakja meghatározásánál tekintettel kell lenni, hogy a lónak olyan részeire helyezze saját és a rajta ülő lovas súlyát, amelyek alkatuknál fogva teherviselésre alkalmasak, tehát nem a hátgerincre, hanem az oldalbordákra, amelyek boltozott, dongaszerü alakjuknál, s a rajtuk fekvő izomzatnál fogva erre kiválóan alkalmasak. A nyereg szavunk ősi finnugor eredetű, csakúgy, mint a ló, fék, másodfű ('kétéves') ló, harmadfű ('hároméves') ló.

## Története
A nyereg első nyomait Ázsiában találták meg. A kujundsii faragványokon a keleti népek mostani nyergéhez hasonlóakat láthatunk, amelyeken azonban még kengyel nincs. Rómában eleinte ephippiának nevezett gyapjúszövetet helyeztek a ló hátára. Szent Jeromos az első iró, aki 340-ben a nyeregről említést tesz, de alakját nem írja le. 385-ben kelt Theodosius császárnak az a rendelete, amely a postalovak nyergének súlyát határozza meg, anélkül, hogy szerkezetét érintené. A régi germánok elpuhult embernek tartották azt, aki nyeregben lovagol. Később azonban állati bőrt (Bast) tettek a ló hátára. A középkori nyereg eleinte székhez volt hasonlatos. Az arabok nyergén a hátsó kápa igen magas volt, hogy a dzsidával való döfésnek nagyobb nyomatékot kölcsönözzön, és kengyel is volt rajta. A normannok nyergeit a bayeux-i falszőnyegen látjuk, kápájuk művészileg van faragva, s a hátsó igen magas. A nyergek fa alkotó részei festett bőrrel voltak bevonva, s a heveder úgy volt rá alkalmazva, hogy a lovas megszoríthatta anélkül, hogy leszállt volna. Alakja olyan, hogy a lovas kinyújtott lábszárral ült rajta, egész súlya a kengyelben nyugodott, hogy a dzsidadöfésnek nagyobb nyomatéka legyen. A normann nyeregből fejlődött a lovagi nyereg, amelynek készítésénél arra voltak fő figyelemmel, hogy az ülést biztossá, és a dzsidával való döfést nyomatékossá tegye.

### A nyereg részei
- első kápa
- hátsó kápa
- markamra
- ülőlap
- nyeregpárna
- kis nyeregszárny
- kengyellakat
- kengyelszíj
- kengyelvas
- talpgumi
- térdtámasz
- nagy nyeregszárny
- felrántószíjak
- izzasztó
- heveder

## Magyar nyereg
A német és angol nyeregtől abban különbözött, hogy elöl is és hátul is volt kápája, így nemcsak a lovas ülésének szilárdítására szolgált, de a lovas málhájának oly módon való felcsatolását is lehetővé tette, hogy a ló a lehető legkényelmesebben vihesse azt. Párnák helyett összehajtott pokrócot tettek a nyereg alá, aminek az volt az előnye, hogy bármilyen viszonyok között történő lenyergelés után a lovat mindig rögtön a pokróccal le is lehetett takarni. A magyar nyereg hátracsúszását a szügyellő, az előrecsúszását pedig a farmatring akadályozta meg. Nyeregtakaróul prémes bőrt használtak.
A 20. század közepéig még többféle magyar nyerget készítettek (parasztnyereg, priccsnyereg, verseny- és női nyereg).

## Angolnyereg

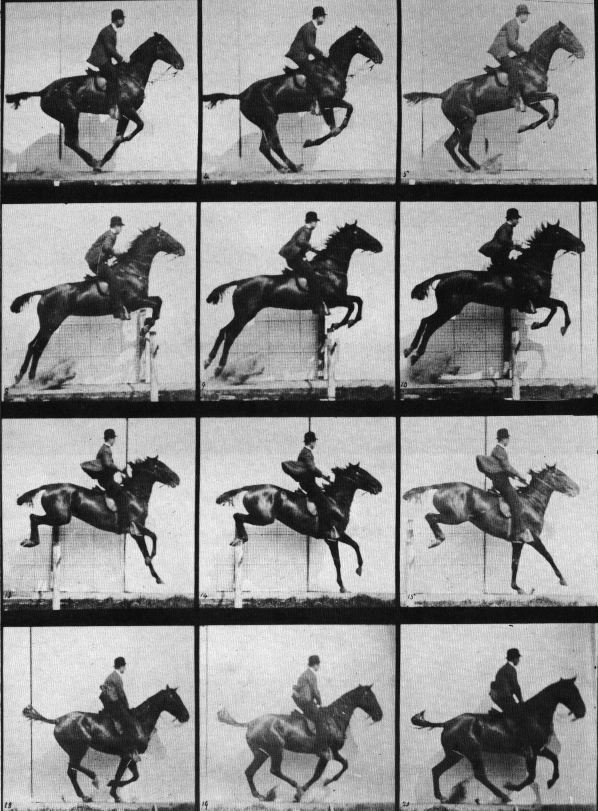
Angolnyereg

Az angolnyereg a lovassportokban elfogadott nyeregfajta. Az angol lovaglás hagyományaiból hosszú idő alatt kialakult nyeregfajta. Az első változatát François Robinchon de la Guérinière francia lovaglómester alakította ki, aki a Lovaglás iskolája című művében lefektette a klasszikus lovaglás (díjlovaglás) alapjait.
A 18. század folyamán a rókavadászat nagy népszerűségre tett szert Angliában. A lovasok emelkedőre fel és le, ugrásokkal tarkított változatos terepen követték a falkát, s ennek folyamán a Guérinière által kialakított formát továbbfejlesztették, nagyobb hátszabadságot adva a lónak és megadva a lehetőséget a lovasnak, hogy a ló hátától elemelkedjék.
A 20. század elején Federico Caprilli (1868-1907) olasz lovaskapitány forradalmasította a díjugratást, azzal, hogy a lovat maximálisan tehermentesíteni próbálta az ugrás közben. Caprilli előtt a lovasok hátradőltek az ugrás pillanatában.
Caprilli az alapgondolatot Széchenyi Dénes gróf Adalékok a lovaglás tanításához című könyvéből vette, amit aztán ő alakított ki végleges formájában.

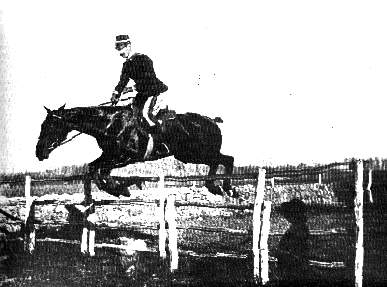
Federico Caprilli egy versenyen az „új stílusban”

### Díjlovagló nyereg

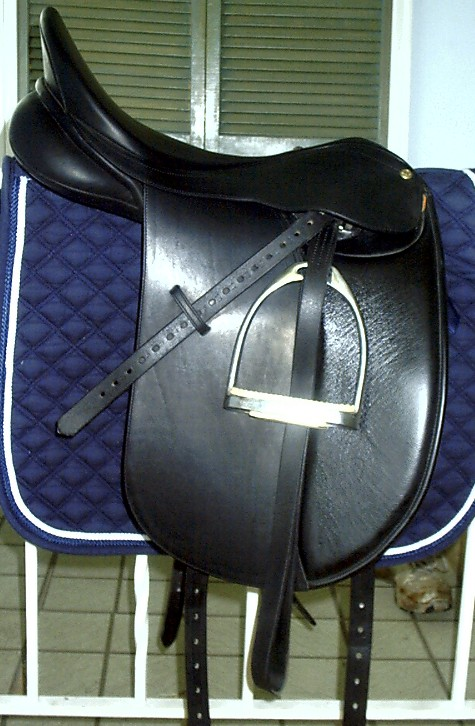
Díjlovagló nyereg

Az angolnyereg egyik változata a lovast úgynevezett idomítóülésben (leengedett lábakkal, mélyebben ülve) ülteteti. Díjlovagló nyerget díjlovagláshoz és a ló belovaglásához használnak. Ugrásra és tereplovaglásra nem alkalmas ugyanis a nyújtott lábak és a mély ülés miatt nehezebb kiemelkedni belőle.
A díjlovagló nyeregnek hosszabb szárnyai és hosszabb kengyelszíjai vannak és térdtámaszai nem hasonlítanak az ugrónyereghez.

### Ugrónyereg
Díjugratásra, illetve a military sportág cross-country szakágában használatos nyereg.

### Ausztrál nyereg
Az angolnyeregből alakult ki, azonban munkanyeregnek minősül. Kápájánál, elöl két támasztékot találunk, ez biztonságosabbá teszi a mindkét kezével dolgozó lovas számára az ülést.

## Western nyereg
A western nyergek ősei a spanyolok által kerültek át az Újvilágba és az ottani vaquerók és cowboyok tökéletesítették a formáját. A western nyereg munkanyereg, arra szolgál tehát, hogy a lovas a lovaglás közben kezeit nem csupán a ló befolyásolására használja, hanem marhát terel, lasszót vet.

## Egyéb nyeregfajták
|  |  |  |